# Palmerella
- Commons
- Wikispecies

Palmerella é um gênero botânico pertencente à família Campanulaceae.
1. ↑  «Palmerella — World Flora Online». www.worldfloraonline.org. Consultado em 19 de agosto de 2020